# Ugo Fleurot
Ugo Fleurot (29 de junio de 2001) es un deportista francés que compite en pentatlón moderno.
Ganó una medalla de bronce en el Campeonato Mundial de Pentatlón Moderno de 2024 y una medalla de bronce en el Campeonato Europeo de Pentatlón Moderno de 2022.

## Medallero internacional
| Campeonato Mundial | Campeonato Mundial       | Campeonato Mundial | Campeonato Mundial |
| Año                | Lugar                    | Medalla            | Competición        |
| ------------------ | ------------------------ | ------------------ | ------------------ |
| 2024               | Zhengzhou (China)        | Medalla de bronce  | Relevo             |
| Campeonato Europeo |                          |                    |                    |
| Año                | Lugar                    | Medalla            | Competición        |
| 2022               | Székesfehérvár (Hungría) | Medalla de bronce  | Relevo mixto       |